# وزارة التعليم العالي والبحث العلمي (تونس)
وزارة التعليم العالي والبحث العلمي هي وزارة تونسية مسؤولة عن قطاع التعليم العالي في البلاد.

## التاريخ
صدر أول قانون منظم للتعليم العالي والبحث العلمي في 12 يوليو 1976، ويشرف على هذا القطاع وقتئذ وزير التربية القومية. في 20 سبتمبر 1978، عين عبد العزيز بن ضياء كأول وزير للتعليم العالم والبحث العلمي. في 2 أبريل 1978، تم رسميا تأسيس وزارة التعليم العالي والبحث العلمي.

## مؤسسات تحت الإشراف
تشرف وزارة التعليم_العالي على العديد من المؤسسات.
الجامعات
- الجامعة الإفتراضية
- جامعة الزيتونة
- جامعة تونس
- جامعة تونس المنار
- جامعة قرطاج
- جامعة منوبة
- جامعة جندوبة
- جامعة سوسة
- جامعة المنستير
- جامعة القيروان
- جامعة صفاقس
- جامعة قابس
- جامعة قفصة

دواوين الخدمات الجامعية
- ديوان الخدمات الجامعية للشمال
- ديوان الخدمات الجامعية للوسط
- ديوان الخدمات الجامعية للجنوب

مؤسسات خدمات
- مركز الحساب الخوارزمي
- مركز النشر الجامعي
- قرية اللغات بنابل
- مدينة العلوم بتونس
- قصر العلوم بالمنستير
- الوكالة الوطنية للنهوض بالبحث والتجديد

مراكز البحث
- مركز الدراسات الإسلامية بالقيروان
- المعهد العالي لتاريخ الحركة الوطنية
- مركز الدراسات والبحوث الاقتصادية والاجتماعية بتونس
- المركز الوطني الجامعي للتوثيق العلمي والتقني
- مركز بحوث وتكنولوجيات الطاقة بالقطب التكنولوجي ببرج السدرية
- مركز بحوث وتكنولوجيات المياه بالقطب التكنولوجي ببرج السدرية
- مركز البيوتكنولوجيا ببرج السدرية
- مركز البيوتكنولوجيا بصفاقس
- المعهد الوطني للبحث والتحليل الفيزيائي الكيميائي
- مركز البحوث والدراسات في حوار الحضارات والأديان المقارنة
- المركز الوطني للبحوث في علوم المواد
- المركز الوطني للعلوم والتكنولوجيا النووية

## المهام
من مشمولات الوزارة :
- تنفيذ سياسة الدولة في مجال التعليم العالي والبحث العلمي.
- السهر على أنشطة الجامعات ومؤسسات التعليم العالي والبحث العلمي.
- السهر على الحياة الجامعية للطلبة وتنسيق أنشطة دواوين الخدمات الجامعية.
- تنسيق ومتابعة التعاون الدولي في مجالي التعليم العالي والبحث العلمي.

## قائمة الوزراء
| الوزير | الوزير                                    | الحزب | الحزب                                               | الحكومة                                             | تواريخ العهدة  | تواريخ العهدة  |
| ------ | ----------------------------------------- | ----- | --------------------------------------------------- | --------------------------------------------------- | -------------- | -------------- |
|        | عبد العزيز بن ضياء                        |       | الحزب الاشتراكي الدستوري                            | حكومة الهادي نويرة حكومة محمد مزالي                 | 20 سبتمبر 1978 | 6 مايو 1986    |
|        | عمر الشاذلي                               |       | الحزب الاشتراكي الدستوري                            | حكومة محمد مزالي حكومة رشيد صفر                     | 6 مايو 1986    | 16 مايو 1987   |
|        | محمد الصياح (والتربية)                    |       | الحزب الاشتراكي الدستوري                            | حكومة رشيد صفر حكومة زين العابدين بن علي            | 16 مايو 1987   | 7 نوفمبر 1987  |
|        | التيجاني الشلي (والتربية)                 |       | الحزب الاشتراكي الدستوري التجمع الدستوري الديمقراطي | حكومة الهادي البكوش                                 | 7 نوفمبر 1987  | 12 أبريل 1988  |
|        | عبد السلام المسدي                         |       | التجمع الدستوري الديمقراطي                          | حكومة الهادي البكوش                                 | 12 أبريل 1988  | 11 أبريل 1989  |
|        | محمد الشرفي (والتربية ثم التربية والعلوم) |       | مستقل                                               | حكومة الهادي البكوش حكومة حامد القروي               | 11 أبريل 1989  | 1 يونيو 1994   |
|        | أحمد فريعة (التربية والعلوم)              |       | التجمع الدستوري الديمقراطي                          | حكومة حامد القروي                                   | 1 يونيو 1994   | 16 نوفمبر 1994 |
|        | الدالي الجازي                             |       | التجمع الدستوري الديمقراطي                          | حكومة حامد القروي                                   | 16 نوفمبر 1994 | 17 نوفمبر 1999 |
|        | الصادق شعبان                              |       | التجمع الدستوري الديمقراطي                          | حكومة محمد الغنوشي الأولى                           | 17 نوفمبر 1999 | 10 نوفمبر 2004 |
|        | الأزهر بوعوني                             |       | التجمع الدستوري الديمقراطي                          | حكومة محمد الغنوشي الأولى                           | 10 نوفمبر 2004 | 15 يناير 2010  |
|        | البشير التكاري                            |       | التجمع الدستوري الديمقراطي                          | حكومة محمد الغنوشي الأولى                           | 15 يناير 2010  | 17 يناير 2011  |
|        | أحمد إبراهيم                              |       | حركة التجديد                                        | حكومة محمد الغنوشي الثانية حكومة الباجي قايد السبسي | 17 يناير 2011  | 7 مارس 2011    |
|        | رفعت الشعبوني                             |       | مستقل                                               | حكومة الباجي قايد السبسي                            | 7 مارس 2011    | 24 ديسمبر 2011 |
|        | المنصف بن سالم                            |       | حركة النهضة                                         | حكومة حمادي الجبالي حكومة علي العريض                | 24 ديسمبر 2011 | 29 يناير 2011  |
|        | توفيق الجلاصي                             |       | مستقل                                               | حكومة المهدي جمعة                                   | 29 يناير 2011  | 6 فبراير 2015  |
|        | شهاب بودن                                 |       | مستقل                                               | حكومة الحبيب الصيد                                  | 6 فبراير 2015  | 27 أغسطس 2016  |
|        | سليم خلبوس                                |       | مستقل                                               | حكومة يوسف الشاهد                                   | 27 أغسطس 2016  | 14 ديسمبر 2019 |
|        | حاتم بن سالم (بالنيابة)                   |       | مستقل                                               | حكومة يوسف الشاهد                                   | 14 ديسمبر 2019 | 27 فبراير 2020 |
|        | سليم شورى                                 |       | حركة النهضة                                         | حكومة إلياس الفخفاخ                                 | 27 فبراير 2020 | 20 ديسمبر 2020 |
|        | ألفة بن عودة                              |       | مستقلة                                              | حكومة هشام المشيشي                                  | 1 اغسطس 2020   | 11 اكتوبر 2021 |
|        | منصف بوكثير                               |       | مستقل                                               | حكومة نجلاء بودن ، حكومة أحمد الحشاني               | 11 اكتوبر 2021 | (الآن)         |

## مقالات ذات صلة
- التعليم العالي في تونس
- قائمة الجامعات في تونس

## روابط خارجية
- موقع وزارة التعليم العالي التونسية.